# Exciter
Exciter (en español, Excitador) es el décimo álbum del grupo inglés de música electrónica Depeche Mode (Martin Gore, David Gahan, Andrew Fletcher), producido durante 2000-01 y publicado en 2001.
Fue producido por Mark Bell. Todos los temas fueron escritos por Martin Gore.
Con motivo del disco, Depeche Mode realizó durante 2001 la gira Exciter Tour con el baterista Christian Eigner y el teclista Peter Gordeno como músicos de apoyo. Posteriormente, en 2002 se publicó el álbum en directo One Night in Paris.
Exciter debutó en el puesto 9 en las listas británicas y en el puesto 8 del Billboard 200 con ventas de 115,000 copias en su primera semana de lanzamiento. Es el único álbum de Depeche Mode con debut más alto en los Estados Unidos que en el Reino Unido. Desde 2009 ha vendido más de 600,000 copias en los Estados Unidos, donde se certificó como disco de oro.

## Listado de canciones
El álbum apareció en cuatro formatos, el estándar en disco compacto, en doble disco de vinilo, en casete de cinta magnética de audio y en minidisco de Sony. Posteriormente y en la actualidad se le encuentra en streaming.

### Edición enCD
Todas las canciones escritas y compuestas por Martin Gore. 
| Exciter |                          |          |  |
| N.º     | Título                   | Duración |  |
| 1.      | «Dream on»               | 4:19     |  |
| 2.      | «Shine»                  | 5:32     |  |
| 3.      | «The Sweetest Condition» | 3:42     |  |
| 4.      | «When the Body Speaks»   | 6:01     |  |
| 5.      | «The Dead of Night»      | 4:50     |  |
| 6.      | «Lovetheme»              | 2:02     |  |
| 7.      | «Freelove»               | 6:10     |  |
| 8.      | «Comatose»               | 3:24     |  |
| 9.      | «I Feel Loved»           | 4:20     |  |
| 10.     | «Breathe»                | 5:17     |  |
| 11.     | «Easy Tiger»             | 5:10     |  |
| 12.     | «I Am You»               | 5:10     |  |
| 13.     | «Goodnight Lovers»       | 3:48     |  |

### Edición enLP
Desde 1993 todos los discos de Depeche Mode se continuaron editando en Europa también en formato de disco de vinilo. El caso del LP Exciter resultó distinto a la versión en CD pues presentó no en uno sino en dos discos con los trece temas del álbum cuyos lados están ordenados alfabéticamente del A al D.
Disco 1
| Lado A |                          |          |  |
| N.º    | Título                   | Duración |  |
| 1.     | «Dream on»               | 4:18     |  |
| 2.     | «Shine»                  | 5:29     |  |
| 3.     | «The Sweetest Condition» | 3:40     |  |

| Lado B |                        |          |  |
| N.º    | Título                 | Duración |  |
| 1.     | «When the Body Speaks» | 6:00     |  |
| 2.     | «The Dead of Night»    | 4:48     |  |
| 3.     | «Lovetheme»            | 2:00     |  |

Disco 2
| Lado C |                |          |  |
| N.º    | Título         | Duración |  |
| 1.     | «Freelove»     | 6:07     |  |
| 2.     | «Comatose»     | 3:22     |  |
| 3.     | «I Feel Loved» | 4:18     |  |

| Lado D |                    |          |  |
| N.º    | Título             | Duración |  |
| 1.     | «Breathe»          | 5:16     |  |
| 2.     | «Easy Tiger»       | 2:05     |  |
| 3.     | «I Am You»         | 5:05     |  |
| 4.     | «Goodnight Lovers» | 3:48     |  |

### Edición en MC
La versión en cinta magnética de audio, el formato conocido como MC de MusiCasete, contiene los trece temas en un solo casete, con los primeros seis temas en el lado A y los restantes siete en el lado B. Fue para Estados Unidos y para Europa, aunque actualmente el formato ya no se encuentra disponible.
Fue el último material de Depeche Mode publicado en este formato hasta 2023 en que el álbum Memento Mori lo retomó.

### Edición enMD
Exciter fue de los pocos materiales de DM disponibles en el poco popularizado minidisco digital creado por la casa Sony y, como su edición en casete, el último en este formato, exclusivamente en el Reino Unido como los otros discos del grupo que se editaron en éste.
Esta edición actualmente ya no se encuentra disponible, como el propio formato.

## Créditos
Martin Gore - guitarras, sintetizadores y segunda voz; además canta los temas Comatose y Breathe.
David Gahan - voz principal, excepto el tema The Sweetest Condition que canta parcialmente a dueto con Gore.
Andrew Fletcher - bajo eléctrico, sintetizador, segunda voz en When the Body Speaks. Tiene participación vocal en Dream on, The Dead of Night y en Goodnight Lovers.
Knox Chandler - solo de violonchelo y arreglo de cuerdas en When the Body Speaks.
Todd C. Reynolds, Joyce Hammann, Natalie Cenovia Cummins, Ralph H. Farris y Leo Grinhauz - cuerdas en When the Body Speaks.
Airto Moreira - percusión en Freelove y en I Feel Loved.
Christian Eigner - batería en I Am You.
Mark Bell - producción.
Anton Corbijn - portada, diseño y fotografías.
Daniel Miller - producción ejecutiva.
Gareth Jones - ingeniería, preproducción y producción adicional.
Paul Freegard - preproducción y producción adicional.
Steve Fitzmaurice - mezcla.
Mike Marsh en The Exchange - masterización.
Boris Alridge, Andrew Davis y Andrew Griffiths - asistentes de grabación en Londres.
Nick Sevilla y Lisa Butterworth - asistentes de grabación en Santa Bárbara.
Jonathan Adler, Allissa Myhowich y James Chang - asistentes de grabación en Nueva York.

## Sencillos
- Dream on
- I Feel Loved
- Freelove
- Goodnight Lovers (solo para Europa)

Las versiones de Dream on y I Feel Loved como sencillo son más cortas que en el álbum.
La versión de Freelove como sencillo tiene una musicalización completamente distinta a la del disco, además, como sencillo la canción es también más corta e incluso no tiene toda la letra. La versión fue realizada por Mark Ellis “Flood”, quien produjera los álbumes Violator y Songs of Faith and Devotion de Depeche Mode, y volvió en este álbum para llevar a cabo la mezcla promocional de Freelove, por lo cual se le conoce justamente como Flood Mix.
Solo en el álbum Exciter se encuentra la versión original de Freelove.
Lados B
Los únicos temas que quedaron fuera del álbum Exciter y aparecieron como lados B de los sencillos fueron las piezas instrumentales Easy Tiger y Zenstation, compuestas también por Martin Gore, así como el cover Dirt, original del grupo The Stooges del cantante Iggy Pop.
En el caso de la canción Dirt, ésta aparece como lado B del disco sencillo I Feel Loved, pero se le incluyó también en la banda sonora de la película estadounidense Resident Evil.
El Easy Tiger que aparece en el álbum Exciter es una versión corta.

## Edición 2007
En 2007 el álbum Exciter se reeditó con todo el contenido de la versión original y lados B, en ediciones para formato de SACD y DVD, como parte de la reedición de todos los álbumes anteriores a Playing the Angel de 2005.
La reedición consistió en empatar todos los álbumes previos con Playing the Angel, el cual fue publicado en dos ediciones, una normal solo con el disco y otra acompañada de un DVD, y al igual que este la reedición americana contiene el álbum Exciter en CD acompañado del DVD mientras en la reedición europea aparece en formato SACD junto con el DVD, de cualquier modo el contenido en ambas ediciones es el mismo.
Adicionalmente, el álbum se reditó en su versión original de CD, así como en disco de vinilo en ambos continentes, con lo cual de paso apareció por primera vez en LP en América.

| Disco uno, SACD/CD |                          |          |  |
| N.º                | Título                   | Duración |  |
| 1.                 | «Dream on»               | 4:19     |  |
| 2.                 | «Shine»                  | 5:32     |  |
| 3.                 | «The Sweetest Condition» | 3:42     |  |
| 4.                 | «When the Body Speaks»   | 6:01     |  |
| 5.                 | «The Dead of Night»      | 4:50     |  |
| 6.                 | «Lovetheme»              | 2:02     |  |
| 7.                 | «Freelove»               | 6:10     |  |
| 8.                 | «Comatose»               | 3:24     |  |
| 9.                 | «I Feel Loved»           | 4:20     |  |
| 10.                | «Breathe»                | 5:17     |  |
| 11.                | «Easy Tiger»             | 5:10     |  |
| 12.                | «I Am You»               | 5:10     |  |
| 13.                | «Goodnight Lovers»       | 3:48     |  |

| Disco dos, DVD |                                                                                      |          |  |
| N.º            | Título                                                                               | Duración |  |
| 1.             | «Depeche Mode 1999-2002» (Presenting the Intimate and Delicate Side of Depeche Mode) | 30:00    |  |
| 2.             | «Dream on»                                                                           | 4:19     |  |
| 3.             | «Shine»                                                                              | 5:32     |  |
| 4.             | «The Sweetest Condition»                                                             | 3:42     |  |
| 5.             | «When the Body Speaks»                                                               | 6:01     |  |
| 6.             | «The Dead of Night»                                                                  | 4:50     |  |
| 7.             | «Lovetheme»                                                                          | 2:02     |  |
| 8.             | «Freelove»                                                                           | 6:10     |  |
| 9.             | «Comatose»                                                                           | 3:24     |  |
| 10.            | «I Feel Loved»                                                                       | 4:20     |  |
| 11.            | «Breathe»                                                                            | 5:17     |  |
| 12.            | «Easy Tiger»                                                                         | 5:10     |  |
| 13.            | «I Am You»                                                                           | 5:10     |  |
| 14.            | «Goodnight Lovers»                                                                   | 3:48     |  |
| 15.            | «The Dead of Night» (en vivo en París en octubre de 2001)                            | 5:14     |  |
| 16.            | «The Sweetest Condition» (en vivo en París en octubre de 2001)                       | 3:58     |  |
| 17.            | «Dream on» (en vivo en París en octubre de 2001)                                     | 5:39     |  |
| 18.            | «When the Body Speaks» (en vivo en París en octubre de 2001)                         | 7:03     |  |
| 19.            | «Breathe» (en vivo en París en octubre de 2001)                                      | 5:20     |  |
| 20.            | «Freelove» (en vivo en París en octubre de 2001)                                     | 7:33     |  |
| 21.            | «Easy Tiger» (versión completa)                                                      | 4:57     |  |
| 22.            | «Dirt»                                                                               | 4:58     |  |
| 23.            | «Freelove» (Flood Mix)                                                               | 3:59     |  |
| 24.            | «Zenstation»                                                                         | 6:24     |  |
| 25.            | «When the Body Speaks» (versión acústica)                                            | 6:02     |  |

La versión Flood Mix de Freelove no aparece acreditada en la reedición; es en realidad un tema oculto.

## The 12" Singles
Es una colección iniciada en 2018, con Speak & Spell y A Broken Frame, de todos los sencillos de DM, por álbum, en estricto orden cronológico, presentados en ediciones de lujo en formato de 12 pulgadas, que continuó ese mismo año con Construction Time Again y Some Great Reward, y en 2019 con Black Celebration y Music for the Masses, en 2020 con Violator y Songs of Faith and Devotion, en 2021 con Ultra, y en 2022 con Exciter presentando sus sencillos en cinco discos y otros tres discos de acompañamiento compilando remezclas que antes no habían aparecido en ese formato.
Pese a que la colección es en discos de 12 pulgadas, también se publicó y está disponible en streaming.
Dream on
| Lado A |                                      |          |  |
| N.º    | Título                               | Duración |  |
| 1.     | «Dream on» (Bushwacka Tough Guy Mix) | 6:08     |  |

| Lado B |                                  |          |  |
| N.º    | Título                           | Duración |  |
| 1.     | «Dream on» (Dave Clark Mix)      | 5:14     |  |
| 2.     | «Dream on» (Bushwacka Blunt Mix) | 6:48     |  |

Dream on
| Lado C |                                                                |          |  |
| N.º    | Título                                                         | Duración |  |
| 1.     | «Dream on» (versión sencillo)                                  | 3:42     |  |
| 2.     | «Easy Tiger» (versión completa)                                | 4:57     |  |
| 3.     | «Easy Tiger» (Versión Bertrand Burgalat & A.S. Dragon Version) | 4:52     |  |
| 4.     | «Dream on» (Dave Clark Versión acústica)                       | 4:24     |  |

| Lado D |                              |          |  |
| N.º    | Título                       | Duración |  |
| 1.     | «Dream on» (Octagon Man Mix) | 5:42     |  |
| 2.     | «Dream on» (Octagon Man Dub) | 7:04     |  |
| 3.     | «Dream on» (Kid 606 Mix)     | 4:44     |  |

I Feel Loved
| Lado E |                                                      |          |  |
| N.º    | Título                                               | Duración |  |
| 1.     | «I Feel Loved» (Danny Tenaglia's Labor of Love Edit) | 8:00     |  |

| Lado F |                                                     |          |  |
| N.º    | Título                                              | Duración |  |
| 1.     | «I Feel Loved» (Danny Tenaglia's Labor of Love Dub) | 11:56    |  |

I Feel Loved
| Lado G |                           |          |  |
| N.º    | Título                    | Duración |  |
| 1.     | «I Feel Loved» (Umek Mix) | 8:11     |  |

| Lado H |                                         |          |  |
| N.º    | Título                                  | Duración |  |
| 1.     | «I Feel Loved» (Thomas Brinkmann Remix) | 5:29     |  |
| 2.     | «I Feel Loved» (Chamber's Remix)        | 6:18     |  |

I Feel Loved
| Lado I |                                   |          |  |
| N.º    | Título                            | Duración |  |
| 1.     | «I Feel Loved» (Versión sencillo) | 3:41     |  |
| 2.     | «Dirt» (Versión sencillo)         | 5:00     |  |

| Lado J |                                         |          |  |
| N.º    | Título                                  | Duración |  |
| 1.     | «I Feel Loved» (Extended Instrumental)  | 8:28     |  |
| 2.     | «I Feel Loved» (Desert After Hours Dub) | 7:02     |  |

Freelove
| Lado K |                                                                    |          |  |
| N.º    | Título                                                             | Duración |  |
| 1.     | «Freelove» (Console Remix)                                         | 4:46     |  |
| 2.     | «Freelove» (Schlammpeitziger "Little Rockin Suction Pump Version") | 6:52     |  |
| 3.     | «Zenstation» (Atom's Stereonerd Remix)                             | 5:39     |  |

| Lado L |                                      |          |  |
| N.º    | Título                               | Duración |  |
| 1.     | «Freelove» (Bertrand Burgalat Remix) | 5:30     |  |
| 2.     | «Freelove» (DJ Muggs Remix)          | 4:26     |  |

Freelove
| Lado M |                                              |          |  |
| N.º    | Título                                       | Duración |  |
| 1.     | «Freelove» (Flood Mix)                       | 4:02     |  |
| 2.     | «Zenstation»                                 | 6:27     |  |
| 3.     | «Freelove» (Josh Winck Vocal Interpretation) | 8:31     |  |

| Lado N |                                       |          |  |
| N.º    | Título                                | Duración |  |
| 1.     | «Freelove» (Deep Dish Freedom Remix)  | 11:25    |  |
| 2.     | «Freelove» (Powder Productions Remix) | 7:54     |  |

Goodnight Lovers
| Lado O |                                           |          |  |
| N.º    | Título                                    | Duración |  |
| 1.     | «Goodnight Lovers»                        | 3:48     |  |
| 2.     | «When the Body Speaks» (Versión acústica) | 6:00     |  |

| Lado P |                                            |          |  |
| N.º    | Título                                     | Duración |  |
| 1.     | «The Dead of Night» (Electronicat Remix)   | 7:38     |  |
| 2.     | «Goodnight Lovers» (Isan Falling Leaf Mix) | 5:54     |  |

## Datos
- En paralelismo con el álbum Black Celebration, la línea melódica principal de Dream on es la misma del tema But Not Tonight, pero reproducida con guitarra acústica.
- Los temas Lovetheme e Easy Tiger son instrumentales.
- Dream on fue el único sencillo posterior a 1998 que se incluyó en la colección The Singles Boxes 1-6 del año 2004.
- Las canciones Shine y The Sweetest Condition están continuadas entre sí. El instrumental Easy Tiger y la canción I Am You también están continuados entre sí.
- David Bascombe, quien fuera productor del álbum Music for the Masses en 1987, también realizó remezclas de Freelove.
- En Europa se publicó una caja promocional con tres CD, el video de Dream on y contenido multimedia en el primer disco, entrevistas en el segundo y el álbum Exciter como tercero.
- Los temas Shine, Comatose, I Am You y el instrumental Lovetheme nunca llegaron a ser interpretados en concierto por DM.

La publicación del disco coincidió con los veinte años de existencia del grupo, o por lo menos veinte años después de haber grabado su primer disco. Se menciona particularmente su parecido con el álbum Black Celebration de 1986 debido a que en ambos las canciones resultan ser de distintos géneros, de este resalta sobre todo el tema Goodnight Lovers, último del disco y también elegido como último sencillo, debido a que es una canción de cuna.
David Gahan declaró que "Exciter es como la colección de grandes éxitos nunca antes escuchados de Depeche Mode". Por su parte Martin Gore llegó a decir que The Sweetest Condition es el tipo de canción que siempre quiso hacer porque es un blues. Después, el mismo Gahan agregó que Freelove era el mejor tema que había interpretado desde Condemnation.
Las otras canciones como se menciona emulan distintos géneros, así Dream on pertenece al género synth pop; Comatose es un tema minimalista; I Am You es una canción electrónica más del tipo de música que Depeche Mode había hecho en sus más conocidos discos; Shine es una balada con elementos de lo que algunos llaman música robótica; I Feel Loved es un tema bailable con ritmo de house; Breathe es otra balada acústica sintetizada; The Dead of Night es una mezcla de rock pesado con industrial, etc.
Musicalmente el disco es sobre todo electrónico, sin embargo como en los dos anteriores álbumes se conservaron los instrumentos acústicos y hasta orquestales, presentando así nuevamente el tipo de música sintetizada que había hecho famoso al grupo en sus años de mayor éxito.
Comercialmente el disco no fue un éxito y, aunque algunos seguidores del grupo lo consideraron como "poco inspirado", la crítica lo calificó como un muy buen trabajo, provocando opiniones ambiguas. Sin embargo con el tiempo se le ha ido valorando como un disco ecléctico y al menos de buen acabado formal.
En realidad, el álbum Exciter es uno de los que ha provocado una respuesta más enfrentada entre los seguidores de Depeche Mode. Aunque los detractores del material y de aquella época del grupo mencionan con maliciosa frecuencia que el cantante David Gahan en algún momento llegó a declarar que Exciter era “un álbum muy débil”, o más extremos al decir que es el peor álbum tan solo junto con A Broken Frame de 1982, en la propia comunidad musical provocó una generalizada buena impresión.
Por ejemplo, el productor Mark Ellis “Flood”, responsable de sus álbumes Violator y Songs of Faith and Devotion, ambos importantísimos dentro de la discografía de Depeche Mode, tras del segundo había declarado públicamente su fastidio de colaborar con el grupo en un período tan problemático, y también que jamás volvería a trabajar con ellos. Sin embargo, positivamente impresionado por Exciter, volvió a colaborar con ellos realizando una nueva mezcla del tema Freelove, la cual fue la promocionada como la versión del disco sencillo.
De tal modo, algunos elogian las atmósferas sintéticas logradas en el álbum y la vuelta a un sonido electrónico más refinado, mientras otros critican las letras simplonas y su fórmula efectista de apostar por sonidos ya probados. Al respecto, cabe mencionar otra vez el detalle de que todas las canciones son muy distintas entre sí, incluyendo su percepción entre los propios seguidores de DM. Dream on es, a juicio de los propios integrantes de Depeche Mode, uno de sus temas mejor logrados con su forma de electroacústico y una letra desenfadada; igual que la propia Freelove, la cual ellos mismos consideran una de sus mejores baladas en mucho tiempo; mientras por ejemplo el tema Breathe es en verdad el más intrascendente de toda la colección; o al extremismo total con la canción I Am You que algunos de sus seguidores consideraron de las mejores en toda su historia.
Por otro lado, si bien el disco tuvo un tenue recibimiento económico la correspondiente gira, Exciter Tour, al contrario tuvo una muy buena respuesta, aún y cuando fue relativamente corta en comparación con otras de DM. Esto se debió a una evidente discreción por parte de los miembros, pues su última gira prolongada, Devotional-Exotic Tour de 1993-94, casi les cuesta la propia existencia como grupo. Inclusive se anunció una extensión del Exciter Tour para 2002, pero poco antes de empezar fue simplemente cancelada, solo por no caer nuevamente en excesos.
Prueba del éxito de la gira fue el concierto editado resultante de ella, One Night in Paris, lanzado el 2002 y que fue su primer álbum en directo en formato DVD, el cual pronto logró llamar poderosamente la atención y convertirse en clásico de su discografía.
Aun así, los detractores del material encuentran en detalles como la cancelación de la extensión de la gira una demostración de que el disco fue muy poco gustado entre muchos de los seguidores del grupo. Por ejemplo, en la gira posterior al Exciter Tour, llamada Touring the Angel realizada con motivo del álbum Playing the Angel del 2005, únicamente se incluyó el tema Goodnight Lovers de Exciter, y solo en los sets europeos, lo cual supuestamente es otra muestra del fracaso del álbum, pero en aquella gira también se tocó solo el tema Home del álbum Ultra, pues esa gira en realidad estuvo muy centrada a los temas del período más exitoso de Depeche Mode.
Un detalle anecdótico del álbum, Depeche Mode en su carrera se ha caracterizado por presentar siempre solo temas originales, y en las grabaciones de Exciter Tour se decidieron a realizar un nuevo cover, el segundo en sus veinte años de existencia, Dirt de Iggy Pop, el cual quedó fuera del disco evidentemente por desentonar con su discurso pasional y romántico. Ese tema se presentó como lado B del sencillo I Feel Loved, pero se incluyó en el soundtrack de la película norteamericana Resident Evil como tema principal.

## Canción por canción
Dream on es una balada electroacústica que de algún modo emula los modestos inicios de Depeche Mode en la música electrónica, siendo una suerte de canción folclórica hecha en forma de pop sintetizado conducido por una guitarra y tan solo con unos cuantos efectos electrónicos, lo cual la convirtió a juicio de los propios integrantes de DM en uno de sus experimentos más logrados. De llamar la atención fue la voz de Dave Gahan totalmente filtrada, con lo cual alcanzó vocalmente el registro de un auténtico barítono.
Shine es la primera balada del álbum, hecha de manera totalmente electrónica y con una letra sobre amor onírico. Lo que resalta es sobre todo la instrumentación, la cual tiene elementos de la llamada música robótica con lo que Depeche Mode capitalizaba las nuevas tendencias electrónicas de la época en que apareció el álbum.
The Sweetest Condition es el tema blues del álbum con musicalización y letras algo más agresivas que el resto de las canciones del disco. Resalta sobre todo la música que mezcla la tendencia blues de guitarra triste con efectos electrónicos más fuertes llenos de múltiples sonidos.
When the Body Speaks es un llamado cadencioso al amor carnal hecho a base de una musicalización muy sencilla, de hecho se orienta más a su romántica letra en la cual el amante de rienda suelta a sus deseos y ambiciones, incluso hablando sobre orar por ello. El acompañamiento es solo de guitarra acústica, un discreto sintetizador, una percusión también muy minimalista, así como un elocuente y muy fino arreglo de cuerdas, haciéndola una función más lírica que sintética.
The Dead of Night es una canción emparentada con los convencionalismos de la música rock aunque más bien pareciera ser una burla a una opinión que durante años Depeche Mode tuvo de los medios, es decir, demasiados subversivos para ser chicos buenos y demasiado tranquilos para ser chicos malos, por ello el grito de “Somos la Muerte de la Noche”, lo cual la volvió un tema un poco irónico. La musicalización también pretende tener por completo la forma de rock pesado. En realidad se impone como el tema más rock en toda la carrera de DM.
Lovetheme es una función instrumental corta minimalista tocada con un bajo y un teclado, la cual es una especie de pausa en el álbum que concluye con unas notas de piano.
Freelove es la segunda balada electrónica, de la cual los propios integrantes se sintieron también particularmente orgullosos. La canción es una declaración de comprensión y compañía a quien ha fracasado en el amor y seguido adelante. La música por otro lado está hecha a base de varias camas de sonido, aunque en la versión del disco sencillo se optó por una musicalización menos extravagante y más llana, sin embargo la versión original, la del disco, es un tema fuerte, más largo y elocuente, además de representativo del álbum.
Comatose es la función más minimalista de todo el disco. Cantada por Martin Gore, es una suerte de llamado delirante de amor, siguiendo con el discurso sobre relaciones desesperadas de todo el disco. La musicalización es muy sencilla y también le apuesta más a la letra, la cual habla sobre lo alucinado y ensoñador del amor.
I Feel Loved fue la pieza más exitosa del álbum. Es un tema meramente bailable hecho casi exclusivamente a base de sintetizador acompañado de una percusión discreta. La letra es, como su nombre indica, simplemente de amor encarnado. La canción además se acerca mucho a los estereotipos de música bailable introducidos por DM a los Estados Unidos, siendo una especie de recordatorio de que fueron ellos quienes involuntariamente dejaron escuela en el género.
Breathe es el tema más glamoroso del álbum, y fue parte del repertorio durante la correspondiente gira, aunque su respuesta ante el público no fue la más óptima. Es un tema curioso con una letra como de reclamo con mucha familiaridad.
I Am You es el tema más electrónico de todo el álbum, y además el que suena más tradicional para DM, aunque la batería es acústica. La letra es también muy típica de DM al hablar sobre amor apasionado y arrebatado, en el cual dos personas han de convertirse en una sola; el estribillo dice con fuerza electrónica “Yo Soy Tú y Tú Eres Yo”. Musicalmente la canción está llena de efectos de sintetizador tan extremos como la letra misma, haciéndola una especie de llamado desesperado por no abandonar una relación.
Goodnight Lovers es el tema más extraño de todo el disco al ser una canción de cuna. Si bien DM no inauguró incluir canciones de cuna en sus discos, en su caso hasta la lanzaron como sencillo promocional del mismo, lo que si fue una apuesta muy rara. La letra es una dulce afirmación sobre la condición del ser humano quien debe sufrir solo por el hecho de tener sentimientos concretos; el estribillo dice “Cuando Naces Amante, Naces Para Sufrir”; al mismo tiempo la canción es también un llamado pacifista a la hermandad de la gente. La musicalización es sencilla pero elocuente, y está hecha precisamente como para provocar sueño, con voces guturales en primer plano haciendo un acompañamiento tan extravagante como la canción misma.
Easy Tiger es un tema pleno de hedonismo ambiental en la mejor tradición new wave de DM, con notas de piano que se disuelven, una melodía suave y una notación electrónica acompañada de efectos que lo vuelve un tema sumamente terso. Está dividido en dos movimientos, el primero que aparece en una versión corta en el álbum y un segundo que intenta ser un tanto más rítmico con un acompañamiento de percusión igual de pulido, más propio de caja de ritmos. Es todo un tema ambiental en la vena del álbum Exciter. La primera parte fue utilizada durante la gira Exciter Tour como introducción para los conciertos.
Zenstation es una suerte de jazz new wave con una melodía suave y un acompañamiento coral que solo repite un canto en una notación. Parece un experimento para haber sido un tema con letra, pero se quedó solo en una melodía repetitiva a base de un sampler de cuerdas en notación grave, pero en general rítmica, deliberadamente alargada para ser una especie de disfrute hedonista.
Dirt para un grupo que ha realizado en su carrera más bien pocas versiones, DM optó por uno sobre un tema de The Stooges, sin mucha promoción en general. Es un tema de rock con acercamientos al glam en el que llama la atención sobre todo como Dave Gahan emula a Iggy Pop.

## Lista de posiciones
| Listas (2001)                | Mejor posición | Certificación  | Ventas     |
| ---------------------------- | -------------- | -------------- | ---------- |
| Lista de álbumes australiana | 2              | Platino        | 25,000+    |
| Canadá                       | 2              | Oro            | 75,000+    |
| Finlandia                    | 2              | Oro            | 16,000+    |
| Lista de álbumes francesa    | 1              | Platino        | 235,000+   |
| Lista de álbumes alemana     | 1              | 2x Platino     | 500,000+   |
| Italia                       | 2              | Platino        | 165,000+   |
| Lista de álbumes neerlandesa | 15             | No certificado | 25,000+    |
| Lista de álbumes española    | 1              | Platino        | 125,000+   |
| Listad e álbumes sueca       | 1              | 2x Platino     | 60,000+    |
| Lista de álbumes suiza       | 2              | 2x Platino     | 40,000+    |
| UK Albums Chart              | 9              | Plata          | 90,000+    |
| US Billboard 200             | 8              | Oro            | 600,000+   |
| Ventas en Europa             | 1              | Platino        | 1,400,000+ |
| Ventas mundiales             | 2              | Platino+Oro    | 3,400,000+ |